# Ceratomyxa inconstans
Ceratomyxa inconstans is een microscopische parasiet uit de familie Ceratomyxidae. Ceratomyxa inconstans werd in 1929 beschreven door Jameson. 